# Copa Argentina de Básquet 2010
La Copa Argentina de Básquet de 2010 fue la novena edición, y última, del certamen oficial de pretemporada organizado por la Asociación de Clubes. En el participaron los dieciséis equipos de la temporada 2010/11 de la Liga Nacional y los dieciséis equipos de la temporada 2010/11 del Torneo Nacional de Ascenso.
El cuadrangular final se jugó en el Estadio Ciudad en Santiago del Estero, entre el 7 y el 9 de octubre. El campeón de esta edición fue Peñarol, que logró su primer título en la competencia. Tras ganar dos partidos y perder el restante, quedó empatado con La Unión de Formosa y con Libertad de Sunchales, sin embargo, logró el título por la diferencia de tantos.

## Equipos participantes
Liga Nacional de Básquet
| Equipo                                      | Ciudad                 | Provincia           |
| ------------------------------------------- | ---------------------- | ------------------- |
| Asociación Atlética Quimsa                  | Santiago del Estero    | Santiago del Estero |
| Asociación Deportiva Atenas                 | Córdoba                | Córdoba             |
| Centro Juventud Sionista                    | Paraná                 | Entre Ríos          |
| Club Atlético Boca Juniors                  | Ciudad de Buenos Aires | -                   |
| Club Atlético Lanús                         | Lanús                  | Buenos Aires        |
| Club Atlético Argentino                     | Junín                  | Buenos Aires        |
| Club Atlético Obras Sanitarias de la Nación | Ciudad de Buenos Aires | -                   |
| Club Atlético Peñarol                       | Mar del Plata          | Buenos Aires        |
| Club Gimnasia y Esgrima                     | Comodoro Rivadavia     | Chubut              |
| Club Sportivo 9 de Julio                    | Río Tercero            | Córdoba             |
| Club Ciclista Olímpico                      | La Banda               | Santiago del Estero |
| Club Deportivo Libertad                     | Sunchales              | Santa Fe            |
| Club Estudiantes                            | Bahía Blanca           | Buenos Aires        |
| Club de Regatas Corrientes                  | Corrientes             | Corrientes          |
| El Nacional Monte Hermoso                   | Monte Hermoso          | Buenos Aires        |
| La Unión de Formosa                         | Formosa                | Formosa             |

Torneo Nacional de Ascenso
| Equipo                                           | Ciudad                 | Provincia    |
| ------------------------------------------------ | ---------------------- | ------------ |
| Asociación Atlética Banda Norte                  | Río Cuarto             | Córdoba      |
| Asociación Española Mutual, Cultural y Deportiva | Charata                | Chaco        |
| Asociación Italiana de Socorros Mutuos           | Charata                | Chaco        |
| Club Alvear                                      | Villa Ángela           | Chaco        |
| Club Atlético Adelante                           | Reconquista            | Santa Fe     |
| Club Atlético, Biblioteca y Mutual San Martín    | Marcos Juárez          | Córdoba      |
| Club Atlético Quilmes                            | Mar del Plata          | Buenos Aires |
| Club Atlético Unión                              | Sunchales              | Santa Fe     |
| Club Ciclista Juninense                          | Junín                  | Buenos Aires |
| Club Ciudad de Bragado                           | Bragado                | Buenos Aires |
| Club Gimnasia y Esgrima                          | Ciudad de Buenos Aires | -            |
| Club San Martín                                  | Corrientes             | Corrientes   |
| Club Unión Progresista                           | Villa Ángela           | Chaco        |
| Firmat Football Club                             | Firmat                 | Santa Fe     |
| Oberá Tenis Club                                 | Oberá                  | Misiones     |
| Tucumán Basketball                               | San Miguel de Tucumán  | Tucumán      |

## Modo de disputa
El certamen estuvo dividido en dos grandes etapas, la primera subdividida en tres y la segunda el  Cuadrangular Final.
Primera fase
Los treinta y dos equipos se dividieron en cuatro grupos y tres llaves eliminatorias. Las llaves fueron al mejor de tres partidos.
Octavos de final: Se emparejaron equipos de una divisional con los de la otra, y los equipos de la divisional inferior disputaron dos partidos como local, mientras que el de divisional superior disputó el primer encuentro en su estadio. Avanzaron de fase aquellos equipos que ganaron dos partidos.
Cuartos de final: Los dieciséis ganadores de la fase anterior se emparejaron nuevamente y se enfrentaron al mejor de tres partidos, los ganadores avanzaron.
Semifinales: Los ocho ganadores de la fase anterior se emparejaron nuevamente y se enfrentaron al mejor de tres partidos, los ganadores avanzaron al cuadrangular final.
Cuadrangular final
El cuadrangular final se disputó todos contra todos en tres días, entre el 7 y 9 de octubre y en sede única, el Estadio Ciudad en Santiago del Estero. El mejor equipo se consagró campeón.

## Primera fase

### Llave 1
|  | Octavos de final              | Octavos de final              | Octavos de final              | Octavos de final              |        |    | Cuartos de final          | Cuartos de final          | Cuartos de final          | Cuartos de final          |  |        | Semifinales                        | Semifinales                        | Semifinales                        | Semifinales                        |  |
|  | 14, 15, 17 y 18 de septiembre | 14, 15, 17 y 18 de septiembre | 14, 15, 17 y 18 de septiembre | 14, 15, 17 y 18 de septiembre |        |    | 21, 24 y 25 de septiembre | 21, 24 y 25 de septiembre | 21, 24 y 25 de septiembre | 21, 24 y 25 de septiembre |  |        | 28 de septiembre, 1 y 2 de octubre | 28 de septiembre, 1 y 2 de octubre | 28 de septiembre, 1 y 2 de octubre | 28 de septiembre, 1 y 2 de octubre |  |
|  |                               |                               |                               |                               |        |    |                           |                           |                           |                           |  |        |                                    |                                    |                                    |                                    |  |
|  |                               |                               |                               |                               |        |    |                           |                           |                           |                           |  |        |                                    |                                    |                                    |                                    |  |
|  | Adelante (R)                  | 59                            | 50                            |                               |        |    |                           |                           |                           |                           |  |        |                                    |                                    |                                    |                                    |  |
|  | Adelante (R)                  | 59                            | 50                            |                               |        |    |                           |                           |                           |                           |  |        |                                    |                                    |                                    |                                    |  |
|  | Atenas                        | 82                            | 75                            |                               |        |    |                           |                           |                           |                           |  |        |                                    |                                    |                                    |                                    |  |
|  | Atenas                        | 82                            | 75                            |                               | Atenas | 72 | 76                        |                           |                           |                           |  |        |                                    |                                    |                                    |                                    |  |
|  |                               |                               |                               |                               | Atenas | 72 | 76                        |                           |                           |                           |  |        |                                    |                                    |                                    |                                    |  |
|  |                               |                               | 9 de Julio (RT)               | 56                            | 72     |    |                           |                           |                           |                           |  |        |                                    |                                    |                                    |                                    |  |
|  | Banda Norte                   | 63                            | 9 de Julio (RT)               | 56                            | 72     | 83 | 66                        |                           |                           |                           |  |        |                                    |                                    |                                    |                                    |  |
|  | Banda Norte                   | 63                            |                               |                               |        |    |                           |                           |                           |                           |  |        |                                    |                                    |                                    |                                    |  |
|  | 9 de Julio (RT)               | 78                            | 76                            | 82                            |        |    |                           |                           |                           |                           |  |        |                                    |                                    |                                    |                                    |  |
|  | 9 de Julio (RT)               | 78                            | 76                            | 82                            |        |    |                           |                           |                           |                           |  | Atenas | 69                                 | 84                                 | 71                                 |                                    |  |
|  |                               |                               |                               |                               |        |    |                           |                           |                           |                           |  | Atenas | 69                                 | 84                                 | 71                                 |                                    |  |
|  |                               |                               | Quimsa                        | 86                            | 58     | 78 |                           |                           |                           |                           |  |        |                                    |                                    |                                    |                                    |  |
|  | Tucumán BB                    | 67                            | Quimsa                        | 86                            | 58     | 78 | 66                        |                           |                           |                           |  |        |                                    |                                    |                                    |                                    |  |
|  | Tucumán BB                    | 67                            |                               |                               |        |    |                           |                           |                           |                           |  |        |                                    |                                    |                                    |                                    |  |
|  | Quimsa                        | 88                            | 81                            |                               |        |    |                           |                           |                           |                           |  |        |                                    |                                    |                                    |                                    |  |
|  | Quimsa                        | 88                            | 81                            |                               | Quimsa | 66 | 80                        |                           |                           |                           |  |        |                                    |                                    |                                    |                                    |  |
|  |                               |                               |                               |                               | Quimsa | 66 | 80                        |                           |                           |                           |  |        |                                    |                                    |                                    |                                    |  |
|  |                               |                               | Ciclista Olímpico             | 64                            | 72     |    |                           |                           |                           |                           |  |        |                                    |                                    |                                    |                                    |  |
|  | Asoc. Italiana                | 53                            | Ciclista Olímpico             | 64                            | 72     | 61 |                           |                           |                           |                           |  |        |                                    |                                    |                                    |                                    |  |
|  | Asoc. Italiana                | 53                            |                               |                               |        |    |                           |                           |                           |                           |  |        |                                    |                                    |                                    |                                    |  |
|  | Ciclista Olímpico             | 87                            | 85                            |                               |        |    |                           |                           |                           |                           |  |        |                                    |                                    |                                    |                                    |  |
|  | Ciclista Olímpico             | 87                            | 85                            |                               |        |    |                           |                           |                           |                           |  |        |                                    |                                    |                                    |                                    |  |
|  |                               |                               |                               |                               |        |    |                           |                           |                           |                           |  |        |                                    |                                    |                                    |                                    |  |

El equipo ubicado en la primera línea obtuvo la ventaja de localía. Disputó los dos últimos partidos como local.

### Llave 2
|  | Octavos de final                  | Octavos de final                  | Octavos de final                  | Octavos de final                  |        |             | Cuartos de final          | Cuartos de final          | Cuartos de final          | Cuartos de final          |          |    | Semifinales                        | Semifinales                        | Semifinales                        | Semifinales                        |  |
|  | 13, 14, 15, 17 y 18 de septiembre | 13, 14, 15, 17 y 18 de septiembre | 13, 14, 15, 17 y 18 de septiembre | 13, 14, 15, 17 y 18 de septiembre |        |             | 21, 24 y 25 de septiembre | 21, 24 y 25 de septiembre | 21, 24 y 25 de septiembre | 21, 24 y 25 de septiembre |          |    | 28 de septiembre, 1 y 2 de octubre | 28 de septiembre, 1 y 2 de octubre | 28 de septiembre, 1 y 2 de octubre | 28 de septiembre, 1 y 2 de octubre |  |
|  |                                   |                                   |                                   |                                   |        |             |                           |                           |                           |                           |          |    |                                    |                                    |                                    |                                    |  |
|  |                                   |                                   |                                   |                                   |        |             |                           |                           |                           |                           |          |    |                                    |                                    |                                    |                                    |  |
|  | Alvear                            | 2                                 | 81                                |                                   |        |             |                           |                           |                           |                           |          |    |                                    |                                    |                                    |                                    |  |
|  | Alvear                            | 2                                 | 81                                |                                   |        |             |                           |                           |                           |                           |          |    |                                    |                                    |                                    |                                    |  |
|  | Unión Progresista                 | 0                                 | 68                                |                                   |        |             |                           |                           |                           |                           |          |    |                                    |                                    |                                    |                                    |  |
|  | Unión Progresista                 | 0                                 | 68                                |                                   | Alvear | 77          | 71                        |                           |                           |                           |          |    |                                    |                                    |                                    |                                    |  |
|  |                                   |                                   |                                   |                                   | Alvear | 77          | 71                        |                           |                           |                           |          |    |                                    |                                    |                                    |                                    |  |
|  |                                   |                                   | Sionista                          | 97                                | 77     |             |                           |                           |                           |                           |          |    |                                    |                                    |                                    |                                    |  |
|  | Asoc. Española                    | 62                                | Sionista                          | 97                                | 77     | 54          |                           |                           |                           |                           |          |    |                                    |                                    |                                    |                                    |  |
|  | Asoc. Española                    | 62                                |                                   |                                   |        |             |                           |                           |                           |                           |          |    |                                    |                                    |                                    |                                    |  |
|  | Sionista                          | 93                                | 59                                |                                   |        |             |                           |                           |                           |                           |          |    |                                    |                                    |                                    |                                    |  |
|  | Sionista                          | 93                                | 59                                |                                   |        |             |                           |                           |                           |                           | Sionista | 56 | 80                                 | 78                                 |                                    |                                    |  |
|  |                                   |                                   |                                   |                                   |        |             |                           |                           |                           |                           | Sionista | 56 | 80                                 | 78                                 |                                    |                                    |  |
|  |                                   |                                   | La Unión (F)                      | 71                                | 74     | 79          |                           |                           |                           |                           |          |    |                                    |                                    |                                    |                                    |  |
|  | San Martín (C)                    | 75                                | La Unión (F)                      | 71                                | 74     | 79          | 83                        | 60                        |                           |                           |          |    |                                    |                                    |                                    |                                    |  |
|  | San Martín (C)                    | 75                                |                                   |                                   |        |             |                           |                           |                           |                           |          |    |                                    |                                    |                                    |                                    |  |
|  | Regatas (C)                       | 78                                | 81                                | 93                                |        |             |                           |                           |                           |                           |          |    |                                    |                                    |                                    |                                    |  |
|  | Regatas (C)                       | 78                                | 81                                | 93                                |        | Regatas (C) | 71                        | 82                        | 82                        |                           |          |    |                                    |                                    |                                    |                                    |  |
|  |                                   |                                   |                                   |                                   |        | Regatas (C) | 71                        | 82                        | 82                        |                           |          |    |                                    |                                    |                                    |                                    |  |
|  |                                   |                                   | La Unión (F)                      | 82                                | 75     | 86          |                           |                           |                           |                           |          |    |                                    |                                    |                                    |                                    |  |
|  | Oberá TC                          | 2                                 | La Unión (F)                      | 82                                | 75     | 86          | 70                        | 68                        |                           |                           |          |    |                                    |                                    |                                    |                                    |  |
|  | Oberá TC                          | 2                                 |                                   |                                   |        |             |                           |                           |                           |                           |          |    |                                    |                                    |                                    |                                    |  |
|  | La Unión (F)                      | 0                                 | 80                                | 82                                |        |             |                           |                           |                           |                           |          |    |                                    |                                    |                                    |                                    |  |
|  | La Unión (F)                      | 0                                 | 80                                | 82                                |        |             |                           |                           |                           |                           |          |    |                                    |                                    |                                    |                                    |  |
|  |                                   |                                   |                                   |                                   |        |             |                           |                           |                           |                           |          |    |                                    |                                    |                                    |                                    |  |

El equipo ubicado en la primera línea obtuvo la ventaja de localía. Disputó los dos últimos partidos como local.

### Llave 3
|  | Octavos de final          | Octavos de final          | Octavos de final          | Octavos de final          |    |          | Cuartos de final              | Cuartos de final              | Cuartos de final              | Cuartos de final              |  |          | Semifinales                        | Semifinales                        | Semifinales                        | Semifinales                        |  |
|  | 14, 17 y 18 de septiembre | 14, 17 y 18 de septiembre | 14, 17 y 18 de septiembre | 14, 17 y 18 de septiembre |    |          | 21, 24, 25 y 26 de septiembre | 21, 24, 25 y 26 de septiembre | 21, 24, 25 y 26 de septiembre | 21, 24, 25 y 26 de septiembre |  |          | 28 de septiembre, 1 y 2 de octubre | 28 de septiembre, 1 y 2 de octubre | 28 de septiembre, 1 y 2 de octubre | 28 de septiembre, 1 y 2 de octubre |  |
|  |                           |                           |                           |                           |    |          |                               |                               |                               |                               |  |          |                                    |                                    |                                    |                                    |  |
|  |                           |                           |                           |                           |    |          |                               |                               |                               |                               |  |          |                                    |                                    |                                    |                                    |  |
|  | Unión (S)                 | 61                        | 78                        | 56                        |    |          |                               |                               |                               |                               |  |          |                                    |                                    |                                    |                                    |  |
|  | Unión (S)                 | 61                        | 78                        | 56                        |    |          |                               |                               |                               |                               |  |          |                                    |                                    |                                    |                                    |  |
|  | Libertad                  | 74                        | 72                        | 81                        |    |          |                               |                               |                               |                               |  |          |                                    |                                    |                                    |                                    |  |
|  | Libertad                  | 74                        | 72                        | 81                        |    | Libertad | 67                            | 81                            | 77                            |                               |  |          |                                    |                                    |                                    |                                    |  |
|  |                           |                           |                           |                           |    | Libertad | 67                            | 81                            | 77                            |                               |  |          |                                    |                                    |                                    |                                    |  |
|  |                           |                           | Argentino (J)             | 74                        | 48 | 52       |                               |                               |                               |                               |  |          |                                    |                                    |                                    |                                    |  |
|  | Ciclista (J)              | 2                         | Argentino (J)             | 74                        | 48 | 52       | 55                            | 51                            |                               |                               |  |          |                                    |                                    |                                    |                                    |  |
|  | Ciclista (J)              | 2                         |                           |                           |    |          |                               |                               |                               |                               |  |          |                                    |                                    |                                    |                                    |  |
|  | Argentino (J)             | 0                         | 76                        | 69                        |    |          |                               |                               |                               |                               |  |          |                                    |                                    |                                    |                                    |  |
|  | Argentino (J)             | 0                         | 76                        | 69                        |    |          |                               |                               |                               |                               |  | Libertad | 118                                | 81                                 | 89                                 |                                    |  |
|  |                           |                           |                           |                           |    |          |                               |                               |                               |                               |  | Libertad | 118                                | 81                                 | 89                                 |                                    |  |
|  |                           |                           | Obras Sanitarias          | 115                       | 84 | 64       |                               |                               |                               |                               |  |          |                                    |                                    |                                    |                                    |  |
|  | Lanús                     | 0                         | Obras Sanitarias          | 115                       | 84 | 64       | 99                            | 83                            |                               |                               |  |          |                                    |                                    |                                    |                                    |  |
|  | Lanús                     | 0                         |                           |                           |    |          |                               |                               |                               |                               |  |          |                                    |                                    |                                    |                                    |  |
|  | San Martín (MJ)           | 2                         | 61                        | 65                        |    |          |                               |                               |                               |                               |  |          |                                    |                                    |                                    |                                    |  |
|  | San Martín (MJ)           | 2                         | 61                        | 65                        |    | Lanús    | 67                            | 70                            |                               |                               |  |          |                                    |                                    |                                    |                                    |  |
|  |                           |                           |                           |                           |    | Lanús    | 67                            | 70                            |                               |                               |  |          |                                    |                                    |                                    |                                    |  |
|  |                           |                           | Obras Sanitarias          | 82                        | 86 |          |                               |                               |                               |                               |  |          |                                    |                                    |                                    |                                    |  |
|  | Firmat FBC                | 80                        | Obras Sanitarias          | 82                        | 86 | 62       | 59                            |                               |                               |                               |  |          |                                    |                                    |                                    |                                    |  |
|  | Firmat FBC                | 80                        |                           |                           |    |          |                               |                               |                               |                               |  |          |                                    |                                    |                                    |                                    |  |
|  | Obras Sanitarias          | 71                        | 80                        | 94                        |    |          |                               |                               |                               |                               |  |          |                                    |                                    |                                    |                                    |  |
|  | Obras Sanitarias          | 71                        | 80                        | 94                        |    |          |                               |                               |                               |                               |  |          |                                    |                                    |                                    |                                    |  |
|  |                           |                           |                           |                           |    |          |                               |                               |                               |                               |  |          |                                    |                                    |                                    |                                    |  |

El equipo ubicado en la primera línea obtuvo la ventaja de localía. Disputó los dos últimos partidos como local.

### Llave 4
|  | Octavos de final              | Octavos de final              | Octavos de final              | Octavos de final              |              |         | Cuartos de final          | Cuartos de final          | Cuartos de final          | Cuartos de final          |         |    | Semifinales               | Semifinales               | Semifinales               | Semifinales               |  |
|  | 14, 15, 17 y 18 de septiembre | 14, 15, 17 y 18 de septiembre | 14, 15, 17 y 18 de septiembre | 14, 15, 17 y 18 de septiembre |              |         | 21, 24 y 25 de septiembre | 21, 24 y 25 de septiembre | 21, 24 y 25 de septiembre | 21, 24 y 25 de septiembre |         |    | 27, 29 y 30 de septiembre | 27, 29 y 30 de septiembre | 27, 29 y 30 de septiembre | 27, 29 y 30 de septiembre |  |
|  |                               |                               |                               |                               |              |         |                           |                           |                           |                           |         |    |                           |                           |                           |                           |  |
|  |                               |                               |                               |                               |              |         |                           |                           |                           |                           |         |    |                           |                           |                           |                           |  |
|  | Quilmes (MdP)                 | 74                            | 87                            | 57                            |              |         |                           |                           |                           |                           |         |    |                           |                           |                           |                           |  |
|  | Quilmes (MdP)                 | 74                            | 87                            | 57                            |              |         |                           |                           |                           |                           |         |    |                           |                           |                           |                           |  |
|  | Peñarol                       | 85                            | 77                            | 83                            |              |         |                           |                           |                           |                           |         |    |                           |                           |                           |                           |  |
|  | Peñarol                       | 85                            | 77                            | 83                            |              | Peñarol | 77                        | 75                        | 82                        |                           |         |    |                           |                           |                           |                           |  |
|  |                               |                               |                               |                               |              | Peñarol | 77                        | 75                        | 82                        |                           |         |    |                           |                           |                           |                           |  |
|  |                               |                               | Gimnasia (CR)                 | 81                            | 59           | 66      |                           |                           |                           |                           |         |    |                           |                           |                           |                           |  |
|  | Weber Bahía Est.              | 51                            | Gimnasia (CR)                 | 81                            | 59           | 66      | 66                        |                           |                           |                           |         |    |                           |                           |                           |                           |  |
|  | Weber Bahía Est.              | 51                            |                               |                               |              |         |                           |                           |                           |                           |         |    |                           |                           |                           |                           |  |
|  | Gimnasia (CR)                 | 82                            | 71                            |                               |              |         |                           |                           |                           |                           |         |    |                           |                           |                           |                           |  |
|  | Gimnasia (CR)                 | 82                            | 71                            |                               |              |         |                           |                           |                           |                           | Peñarol | 74 | 73                        |                           |                           |                           |  |
|  |                               |                               |                               |                               |              |         |                           |                           |                           |                           | Peñarol | 74 | 73                        |                           |                           |                           |  |
|  |                               |                               | MH Básquet                    | 70                            | 71           |         |                           |                           |                           |                           |         |    |                           |                           |                           |                           |  |
|  | GEVP                          | 58                            | MH Básquet                    | 70                            | 71           | 72      |                           |                           |                           |                           |         |    |                           |                           |                           |                           |  |
|  | GEVP                          | 58                            |                               |                               |              |         |                           |                           |                           |                           |         |    |                           |                           |                           |                           |  |
|  | Boca Juniors                  | 75                            | 87                            |                               |              |         |                           |                           |                           |                           |         |    |                           |                           |                           |                           |  |
|  | Boca Juniors                  | 75                            | 87                            |                               | Boca Juniors | 84      | 78                        | 72                        |                           |                           |         |    |                           |                           |                           |                           |  |
|  |                               |                               |                               |                               | Boca Juniors | 84      | 78                        | 72                        |                           |                           |         |    |                           |                           |                           |                           |  |
|  |                               |                               | MH Básquet                    | 72                            | 80           | 83      |                           |                           |                           |                           |         |    |                           |                           |                           |                           |  |
|  | Ciudad de Bragado             | 70                            | MH Básquet                    | 72                            | 80           | 83      | 71                        |                           |                           |                           |         |    |                           |                           |                           |                           |  |
|  | Ciudad de Bragado             | 70                            |                               |                               |              |         |                           |                           |                           |                           |         |    |                           |                           |                           |                           |  |
|  | MH Básquet                    | 91                            | 81                            |                               |              |         |                           |                           |                           |                           |         |    |                           |                           |                           |                           |  |
|  | MH Básquet                    | 91                            | 81                            |                               |              |         |                           |                           |                           |                           |         |    |                           |                           |                           |                           |  |
|  |                               |                               |                               |                               |              |         |                           |                           |                           |                           |         |    |                           |                           |                           |                           |  |

El equipo ubicado en la primera línea obtuvo la ventaja de localía. Disputó los dos últimos partidos como local.
1. 1 2 3 4  Partido dado por perdido al local por falta de adaptación del reloj de 24 segundos a las nuevas reglas FIBA. pickandroll.net. «La noche de las suspensiones». Consultado el 23 de noviembre de 2014.

## Cuadrangular final
| Equipo              | PG | PP | TF  | TC  | Dif |
| ------------------- | -- | -- | --- | --- | --- |
| Peñarol             | 2  | 1  | 253 | 224 | +29 |
| La Unión de Formosa | 2  | 1  | 266 | 253 | +13 |
| Libertad            | 2  | 1  | 221 | 220 | +1  |
| Quimsa              | 0  | 3  | 218 | 261 | –43 |

| Fecha        |                     | Partido | Partido | Partido |                     |
| ------------ | ------------------- | ------- | ------- | ------- | ------------------- |
| 7 de octubre | Peñarol             | 79      | -       | 63      | Libertad            |
| 7 de octubre | Quimsa              | 84      | -       | 98      | La Unión de Formosa |
| 8 de octubre | La Unión de Formosa | 76      | -       | 79      | Libertad            |
| 8 de octubre | Peñarol             | 84      | -       | 69      | Quimsa              |
| 9 de octubre | Libertad            | 79      | -       | 65      | Quimsa              |
| 9 de octubre | Peñarol             | 90      | -       | 92      | La Unión de Formosa |

Peñarol

Campeón

Primer título